# Garden City (Utah)
Garden City é uma cidade  localizada no estado norte-americano de Utah, no Condado de Weld.

## Demografia
Segundo o censo norte-americano de 2000, a sua população era de 357 habitantes.
Em 2006, foi estimada uma população de 396, um aumento de 39 (10.9%).

## Geografia
De acordo com o United States Census Bureau tem uma área de
11,7 km², dos quais 11,7 km² cobertos por terra e 0,0 km² cobertos por água.

## Localidades na vizinhança
O diagrama seguinte representa as localidades num raio de 36 km ao redor de Garden City.